# Fehéroroszország a 2006. évi téli olimpiai játékokon
Fehéroroszország az olaszországi Torinóban megrendezett 2006. évi téli olimpiai játékok egyik részt vevő nemzete volt. Az országot az olimpián 7 sportágban 28 sportoló képviselte, akik összesen 1 érmet szereztek.

## Érmesek
| Érem  | Versenyző            | Sportág      | Versenyszám |
| ----- | -------------------- | ------------ | ----------- |
| Ezüst | Dzmitrij Dascsinszki | Síakrobatika | Férfi ugrás |

## Biatlon
Férfi
| Versenyző                                                           | Versenyszám           | Lövőhiba    | Időeredmény | Helyezés |
| ------------------------------------------------------------------- | --------------------- | ----------- | ----------- | -------- |
| Uladzimir Dracsov                                                   | 10 km sprint          | 3 (2+1)     | 29:48,3     | 61.      |
| Uladzimir Dracsov                                                   | 20 km egyéni          | 4 (1+1+0+2) | 59:59,5     | 43.      |
| Szjarhej Novikav                                                    | 10 km sprint          | 1 (1+0)     | 28:18,5     | 30.      |
| Szjarhej Novikav                                                    | 12,5 km üldözőverseny | 4 (0+1+2+1) | 38:49,6     | 30.      |
| Szjarhej Novikav                                                    | 20 km egyéni          | 3 (0+1+0+2) | 58:02,6     | 24.      |
| Aleh Rizsankov                                                      | 10 km sprint          | 1 (0+1)     | 28:15,9     | 28.      |
| Aleh Rizsankov                                                      | 12,5 km üldözőverseny | 5 (1+0+2+2) | 38:37,8     | 27.      |
| Aljakszandr Sziman                                                  | 20 km egyéni          | 7 (2+3+1+1) | 1:03:31,4   | 71.      |
| Rusztam Valiulin                                                    | 10 km sprint          | 2 (1+1)     | 28:08,4     | 24.      |
| Rusztam Valiulin                                                    | 12,5 km üldözőverseny | 5 (2+1+2+0) | 38:32,7     | 26.      |
| Rusztam Valiulin                                                    | 20 km egyéni          | 5 (2+1+0+2) | 1:00:04,1   | 46.      |
| Aljakszandr Sziman Szjarhej Novikav Rusztam Valiulin Aleh Rizsankov | 4 × 7,5 km váltó      | 1+15        | 1:25:04,1   | 11.      |

Női
| Versenyző                                                         | Versenyszám         | Lövőhiba      | Időeredmény   | Helyezés      |
| ----------------------------------------------------------------- | ------------------- | ------------- | ------------- | ------------- |
| Ljudmila Ananyka                                                  | 7,5 km sprint       | 1 (0+1)       | 24:36,1       | 42.           |
| Ljudmila Ananyka                                                  | 10 km üldözőverseny | 8 (2+3+3+ – ) | nem ért célba | nem ért célba |
| Kacjarina Ivanova                                                 | 7,5 km sprint       | 4 (4+0)       | 24:30,8       | 37.           |
| Kacjarina Ivanova                                                 | 10 km üldözőverseny | 7 (0+2+4+1)   | 42:15,5       | 29.           |
| Kacjarina Ivanova                                                 | 15 km egyéni        | 6 (3+0+2+1)   | 56:09,7       | 44.           |
| Volha Nazarava                                                    | 7,5 km sprint       | 0 (0+0)       | 22:53,2       | 8.            |
| Volha Nazarava                                                    | 10 km üldözőverseny | 3 (0+0+2+1)   | 39:09,7       | 7.            |
| Volha Nazarava                                                    | 12,5 km tömegrajtos | 1 (0+0+1+0)   | 41:50,5       | 6.            |
| Volha Nazarava                                                    | 15 km egyéni        | 2 (2+0+0+0)   | 51:59,6       | 7.            |
| Kszenyija Zikunkova                                               | 15 km egyéni        | 8 (1+2+2+3)   | 1:02:17,5     | 76.           |
| Alena Zubrilava                                                   | 7,5 km sprint       | 0 (0+0)       | 22:40,5       | 5.            |
| Alena Zubrilava                                                   | 10 km üldözőverseny | 8 (1+3+1+3)   | 41:42,9       | 25.           |
| Alena Zubrilava                                                   | 12,5 km tömegrajtos | 4 (2+0+0+2)   | 43:12,3       | 16.           |
| Alena Zubrilava                                                   | 15 km egyéni        | 1 (0+0+0+1)   | 52:55,6       | 14.           |
| Kacjarina Ivanova Volha Nazarava Ljudmila Ananyka Alena Zubrilava | 4 × 6 km váltó      | 0+8           | 1:19:19,6     | 4.            |

## Gyorskorcsolya
Női
| Versenyző            | Versenyszám | 1. futam | 1. futam | 2. futam | 2. futam | Eredmény | Helyezés |
| Versenyző            | Versenyszám | Idő      | Hely.    | Idő      | Hely.    | Eredmény | Helyezés |
| -------------------- | ----------- | -------- | -------- | -------- | -------- | -------- | -------- |
| Szvjatlana Radkevics | 500 m       | 40,45    | 29.      | 39,91    | 26.      | 80,36    | 27.      |
| Szvjatlana Radkevics | 1000 m      |          |          |          |          | 1:20,11  | 33.      |

## Műkorcsolya
| Versenyző        | Versenyszám  | Rövid program | Rövid program | Kűr    | Kűr   | Összesítés | Összesítés |
| Versenyző        | Versenyszám  | Pont          | Hely.         | Pont   | Hely. | Pont       | Helyezés   |
| ---------------- | ------------ | ------------- | ------------- | ------ | ----- | ---------- | ---------- |
| Szjarhej Davidav | Férfi egyéni | 64,65         | 14.           | 119,94 | 16.   | 184,59     | 15.        |

## Rövidpályás gyorskorcsolya
Női
| Versenyző                   | Versenyszám | Előfutam | Előfutam | Negyeddöntő | Negyeddöntő | Elődöntő | Elődöntő | B döntő | B döntő | Döntő   | Döntő   | Helyezés |
| Versenyző                   | Versenyszám | Idő      | Hely.    | Idő         | Hely.       | Idő      | Hely.    | Idő     | Hely.   | Idő     | Hely.   | Helyezés |
| --------------------------- | ----------- | -------- | -------- | ----------- | ----------- | -------- | -------- | ------- | ------- | ------- | ------- | -------- |
| Julija Pavlavics-Jelszakava | 500 m       | 47,726   | 3.       | kiesett     | kiesett     | kiesett  | kiesett  | kiesett | kiesett | kiesett | kiesett | 20.      |
| Julija Pavlavics-Jelszakava | 1000 m      | 1:36,885 | 3.       | kiesett     | kiesett     | kiesett  | kiesett  | kiesett | kiesett | kiesett | kiesett | 17.      |
| Julija Pavlavics-Jelszakava | 1500 m      | 2:33,564 | 5.       |             |             | kiesett  | kiesett  | kiesett | kiesett | kiesett | kiesett | 22.      |

## Síakrobatika
Ugrás
| Versenyző            | Versenyszám | Selejtező | Selejtező | Döntő   | Döntő    |
| Versenyző            | Versenyszám | Pont      | Helyezés  | Pont    | Helyezés |
| -------------------- | ----------- | --------- | --------- | ------- | -------- |
| Dzmitrij Dascsinszki | Férfi       | 249,34    | 2.        | 248,68  |          |
| Aljakszej Hrisin     | Férfi       | 242,87    | 4.        | 245,18  | 4.       |
| Anton Kusnyir        | Férfi       | 226,33    | 10.       | 227,66  | 8.       |
| Dzmitrij Rak         | Férfi       | 172,47    | 24.       | kiesett | kiesett  |
| Asszol Szlivec       | Női         | 163,20    | 11.       | 177,75  | 5.       |
| Ala Cuper            | Női         | 168,99    | 8.        | 137,84  | 10.      |

## Sífutás
Férfi
| Versenyző                                | Versenyszám  | Selejtező  | Selejtező  | Negyeddöntő | Negyeddöntő | Elődöntő | Elődöntő | B döntő | B döntő | Döntő     | Döntő    |
| Versenyző                                | Versenyszám  | Idő        | Hely.      | Idő         | Hely.       | Idő      | Hely.    | Idő     | Hely.   | Idő       | Helyezés |
| ---------------------------------------- | ------------ | ---------- | ---------- | ----------- | ----------- | -------- | -------- | ------- | ------- | --------- | -------- |
| Szjarhej Dalidovics                      | 50 km        |            |            |             |             |          |          |         |         | 2:06:22,4 | 12.      |
| Aljakszandr Lazutkin                     | Sprint       | 2:25,79    | 52.        | kiesett     | kiesett     | kiesett  | kiesett  | kiesett | kiesett | kiesett   | 52.      |
| Aljakszandr Lazutkin                     | 15 km        |            |            |             |             |          |          |         |         | 39:35,3   | 15.      |
| Aljakszandr Lazutkin                     | 50 km        |            |            |             |             |          |          |         |         | 2:08:40,4 | 40.      |
| Szjarhej Dalidovics Aljakszandr Lazutkin | Csapatsprint | nem indult | nem indult |             |             |          |          |         |         | kiesett   | kiesett  |

Női
| Versenyző                                                               | Versenyszám    | Selejtező | Selejtező | Negyeddöntő | Negyeddöntő | Elődöntő | Elődöntő | B döntő | B döntő | Döntő     | Döntő    |
| Versenyző                                                               | Versenyszám    | Idő       | Hely.     | Idő         | Hely.       | Idő      | Hely.    | Idő     | Hely.   | Idő       | Helyezés |
| ----------------------------------------------------------------------- | -------------- | --------- | --------- | ----------- | ----------- | -------- | -------- | ------- | ------- | --------- | -------- |
| Ljudmila Korolik                                                        | 10 km          |           |           |             |             |          |          |         |         | 30:23,6   | 30.      |
| Ljudmila Korolik                                                        | 15 km          |           |           |             |             |          |          |         |         | 47:07,2   | 44.      |
| Ljudmila Korolik                                                        | 30 km          |           |           |             |             |          |          |         |         | 1:27:44,4 | 26.      |
| Viktorija Lopatina                                                      | Sprint         | 2:16,36   | 16.       | 2:24,8      | 5.          | kiesett  | kiesett  | kiesett | kiesett | kiesett   | 21.      |
| Viktorija Lopatina                                                      | 30 km          |           |           |             |             |          |          |         |         | 1:31:47,3 | 44.      |
| Kacjarina Rudakova                                                      | Sprint         | 2:23,19   | 51.       | kiesett     | kiesett     | kiesett  | kiesett  | kiesett | kiesett | kiesett   | 51.      |
| Kacjarina Rudakova                                                      | 15 km          |           |           |             |             |          |          |         |         | 48:09,2   | 49.      |
| Alena Szannyikava                                                       | 10 km          |           |           |             |             |          |          |         |         | 30:15,1   | 29.      |
| Alena Szannyikava                                                       | 15 km          |           |           |             |             |          |          |         |         | 47:05,6   | 43.      |
| Alena Szannyikava                                                       | 30 km          |           |           |             |             |          |          |         |         | 1:29:30,4 | 35.      |
| Volha Vasziljonak                                                       | Sprint         | 2:18,12   | 29.       | 2:16,6      | 5.          | kiesett  | kiesett  | kiesett | kiesett | kiesett   | 25.      |
| Volha Vasziljonak                                                       | 15 km          |           |           |             |             |          |          |         |         | 48:20,4   | 51.      |
| Volha Vasziljonak                                                       | 30 km          |           |           |             |             |          |          |         |         | 1:29:22,8 | 34.      |
| Alena Szannyikava Ljudmila Korolik Kacjarina Rudakova Volha Vasziljonak | 4 × 5 km váltó |           |           |             |             |          |          |         |         | 58:19,5   | 15.      |

## Síugrás
| Versenyző          | Versenyszám | Selejtező | Selejtező | 1. ugrás | 1. ugrás | 2. ugrás | 2. ugrás | Összesítés | Összesítés |
| Versenyző          | Versenyszám | Pont      | Hely.     | Pont     | Hely.    | Pont     | Hely.    | Pont       | Helyezés   |
| ------------------ | ----------- | --------- | --------- | -------- | -------- | -------- | -------- | ---------- | ---------- |
| Makszim Anyiszimav | Normálsánc  | 108,0     | 28.*      | 110,5    | 33.      | kiesett  | kiesett  | kiesett    | kiesett    |
| Makszim Anyiszimav | Nagysánc    | 68,6      | 36.       | kiesett  | kiesett  | kiesett  | kiesett  | kiesett    | kiesett    |
| Pjotr Csaadajev    | Normálsánc  | 95,5      | 45.       | kiesett  | kiesett  | kiesett  | kiesett  | kiesett    | kiesett    |
| Pjotr Csaadajev    | Nagysánc    | kizárták  | kizárták  | kiesett  | kiesett  | kiesett  | kiesett  | kiesett    | kiesett    |